# Immuniteit (elektronica)
Onder immuniteit wordt bij elektrische en elektronische apparatuur verstaan de ongevoeligheid van apparatuur voor storende velden of spanningen van buitenaf. Europese normen EN61000-6-1 en EN61000-6-2 geven limietwaardes voor deze immuniteit voor respectievelijk huishoudelijke en industriële omgevingen.

## Testprogramma
Om aan de norm te voldoen moet de apparatuur een keuringsprogramma kunnen doorstaan. Zo kunnen er stoorspanningen van 3 volt RMS (huishoudelijk) en 10 volt RMS (industrieel) in de frequentieband tussen 150 kHz en 80 MHz op de netspanningsingang van apparatuur worden gezet.
De apparatuur moet verder ongevoelig zijn voor EM-velden in het frequentiebereik tussen 80 MHz tot 2,7 GHz, met een veldsterkte van 3 V/m (huishoudelijk) respectievelijk 10 V/m (industrieel). In de automobielindustrie is 30 V/m verplicht, maar sommige fabrikanten stellen zelf hogere eisen, bijvoorbeeld 100 V/m tot wel 600 V/m.
Ook kunnen er snelle pulsen op de netspanningsingang worden aangeboden, evenals zogenaamde surges. Dit zijn pulsen tot 4 kV (industriële omgevingen), met een duur van 20 μs en een inwendige weerstand van 2 Ω, dus maximale stroom van 2000 A.
Uitgangen en hulpingangen van de te testen apparatuur worden ook aan immuniteitstesten onderworpen. Vaak wordt de stoorspanning hier via een clamp aangeboden, een soort transformator voor hoge frequenties.

## Prestatiecriteria
Bij de tests gelden bepaalde prestatiecriteria (Engels: performance criteria), te weten:
- geen waarneembare beïnvloeding van de functies van het apparaat
- lichte verstoring van de werking
- sterke verstoring van de werking
- apparatuur geheel of gedeeltelijk defect, blijvende verstoring van de werking

Fabrikanten van apparatuur mogen ten dele zelf kiezen bij welk stoorniveau de lichte verstoring van de werking begint. Wel moet aan zekere minimumeisen worden voldaan.